# Lista portów lotniczych w Belgii
Lista portów lotniczych w Belgii, ułożona alfabetycznie według lokalizacji.
| Miasto / Powiat               | ICAO | IATA | Port lotniczy                          | Typ       |
| ----------------------------- | ---- | ---- | -------------------------------------- | --------- |
| Amougies                      | EBAM |      | Lotnisko Amougies                      | prywatne  |
| Antwerpia / Deurne            | EBAW | ANR  | Port lotniczy Antwerpia                | publiczne |
| Arlon / Sterpenich            | EBAR |      | Lotnisko Arlon / Sterpenich            |           |
| Assesse / Maillen             | EBML |      | Lotnisko Assesse / Maillen             |           |
| Ath / Isières                 | EBIS |      | Lotnisko Ath / Isières                 |           |
| Balen / Keiheuvel             | EBKH |      | Port lotniczy Balen-Keiheuvel          | prywatne  |
| Beauvechain                   | EBBE |      | Baza lotnicza Beauvechain              | wojskowe  |
| Bertrix / Jehonville          | EBBX |      | Baza lotnicza Jehonville               | wojskowe  |
| Brasschaat                    | EBBT |      | Lotnisko Brasschaat                    | prywatne  |
| Bruksela / Zaventem           | EBBR | BRU  | Port lotniczy Bruksela                 | publiczne |
| Bruksela / Melsbroek          | EBMB |      | Baza lotnicza Melsbroek                | wojskowe  |
| Büllingen                     | EBBN |      | Lotnisko Büllingen                     |           |
| Cerfontaine                   | EBCF |      | Lotnisko Cerfontaine                   | prywatne  |
| Charleroi                     | EBCI | CRL  | Port lotniczy Bruksela-Charleroi       | publiczne |
| Chièvres                      | EBCV |      | Baza lotnicza Chièvres                 | wojskowe  |
| Diest / Schaffen              | EBDT |      | Baza lotnicza Schaffen                 | wojskowe  |
| Doische / Matagne-la-Petite   | EBMG |      | Lotnisko Doische / Matagne-la-Petite   |           |
| Éghezée / Liernu              | EBLN |      | Lotnisko Éghezée / Liernu              |           |
| Florennes                     | EBFS |      | Baza lotnicza Florennes                | wojskowe  |
| Genappe / Baisy-Thy           | EBBY |      | Lotnisko Genappe / Baisy-Thy           |           |
| Genk / Zwartberg              | EBZW |      | Lotnisko Genk / Zwartberg              | prywatne  |
| Geraardsbergen / Overboelare  | EBGG |      | Lotnisko Geraardsbergen / Overboelare  | prywatne  |
| Goetsenhoven                  | EBTN |      | Lotnisko Goetsenhoven                  | prywatne  |
| Grimbergen / Lint             | EBGB |      | Lotnisko Grimbergen                    | prywatne  |
| Hannut / Avernas-le-Bauduin   | EBAV |      | Lotnisko Hannut / Avernas-le-Bauduin   |           |
| Hasselt / Kiewit              | EBZH |      | Kiewit                                 | prywatne  |
| Hoevenen                      | EBHN |      | Lotnisko Hoevenen                      | prywatne  |
| Kleine Brogel                 | EBBL |      | Baza lotnicza Kleine Brogel            | wojskowe  |
| Koksijde                      | EBFN |      | Baza lotnicza Koksijde                 | wojskowe  |
| Kortrijk / Wevelgem           | EBKT | KJK  | Port lotniczy Kortrijk-Wevelgem        | publiczne |
| Leopoldsburg / Beverlo        | EBLE |      | Lotnisko Leopoldsburg / Beverlo        | prywatne  |
| Liège                         | EBLG | LGG  | Port lotniczy Liège                    | publiczne |
| Moorsele                      | EBMO |      | Lotnisko Moorsele                      | prywatne  |
| Namur / Suarlée               | EBNM |      | Namur                                  | prywatne  |
| Ostenda / Brugia              | EBOS | OST  | Port lotniczy Ostenda-Brugia           | publiczne |
| Pont-à-Celles / Buzet         | EBBZ |      | Lotnisko Pont-à-Celles / Buzet         |           |
| Saint-Ghislain                | EBSG |      | Lotnisko Saint-Ghislain                | prywatne  |
| Saint-Hubert                  | EBSU |      | Baza lotnicza Saint-Hubert             | wojskowe  |
| Saint-Hubert                  | EBSH |      | Lotnisko Saint-Hubert                  | prywatne  |
| Sint-Truiden / Brustem        | EBST |      | Lotnisko Sint-Truiden / Brustem        | prywatne  |
| Spa / La Sauvenière           | EBSP |      | Lotnisko Spa-La Sauvenière             | prywatne  |
| Tournai / Maubray             | EBTY |      | Lotnisko Tournai / Maubray             | prywatne  |
| Ursel                         | EBUL |      | Baza lotnicza Ursel                    | wojskowe  |
| Verrebroek                    | EBSM |      | Lotnisko Verrebroek                    |           |
| Verviers / Theux              | EBTX |      | Lotnisko Verviers / Theux              | prywatne  |
| Vresse-sur-Semois / Orchimont | EBOR |      | Lotnisko Vresse-sur-Semois / Orchimont |           |
| Weelde                        | EBWE |      | Baza lotnicza Weelde                   | wojskowe  |
| Zoersel / Oostmalle           | EBZR | OBL  | Oostmalle                              | prywatne  |
| Zuienkerke                    | EBZU |      | Lotnisko Zuienkerke                    |           |
| Zutendaal                     | EBSL |      | Lotnisko Zutendaal                     | prywatne  |